# Les Sept Vierges
Pour plus de détails, voir Fiche technique et Distribution.
Les Sept Vierges (7 vírgenes) est un film espagnol de Alberto Rodríguez sorti en 2005 en Espagne.

## Fiche technique
- Titre : Les Sept Vierges
- Titre original : 7 vírgenes
- Réalisation : Alberto Rodríguez
- Scénario : Rafael Cobos et Alberto Rodríguez
- Musique : Julio de la Rosa
- Photographie : Alex Catalán
- Montage : José M. G. Moyano
- Production : José Antonio Félez
- Société de production : Tesela Producciones Cinematográficas et La Zanfoña Producciones
- Pays :  Espagne
- Genre : Drame
- Durée : 86 minutes
- Dates de sortie : 
  -  Espagne : 14 octobre 2005
  -  France : 2 avril 2008

## Distribution
- Juan José Ballesta : Tano
- Jesús Carroza : Richi
- Vicente Romero : Santacana
- Julián Villagrán : José María
- Alba Rodríguez : Patri
- Héctor Mora : Rana
- Ana Wagener : la mère de Richi
- Manolo Solo : le directeur du Centre
- Maite Sandoval : la mère de Patri

## Récompenses
- 20e cérémonie des Goyas : Meilleur espoir masculin pour Jesús Carroza
- Festival international du film de Saint-Sébastien 2005 : Coquille d'argent du meilleur acteur pour Juan José Ballesta